# Convent van Betlehem
Het Convent van Betlehem is een klooster gelegen te Duffel. Door de onrusten ten gevolge van de Tachtigjarige Oorlog werden een aantal begijnen uit Oisterwijk in Nederland rond 1652 naar Duffel gestuurd om het voorbestaan van de congregatie te verzekeren.

## Ontstaan en geschiedenis
Het ontstaan van de congregatie dateert van rond 1500 toen een aantal vrome vrouwen de Oisterwijkse Kring vormden. Door de strijd tussen de protestanten en katholieken moesten de zusters echter vluchten en vestigden ze zich in 1860 definitief aan het kerkplein in Duffel. Geleidelijk aan verwierven zij meerdere gebouwen over de Sint-Martinuskerk. Hier legden ze zich toe op op ziekenzorg, priesterhulp, onderwijs aan meisjes en vanaf 1790 startten zij ook met de verzorging van geesteszieke vrouwen.
In 1846 werd een nieuw klooster gebouwd dat tijdens de 19de eeuw verder werd uitgebreid. Vanaf  1871 werden de begijnen kloosterlingen, Norbertienen genaamd. Tijdens de Eerste Wereldoorlog werden deze gebouwen echter quasi volledig vernietigd. Onmiddellijk na de oorlog werd echter een nieuw kloostergebouw gezet dat rond 1924 afgewerkt was.

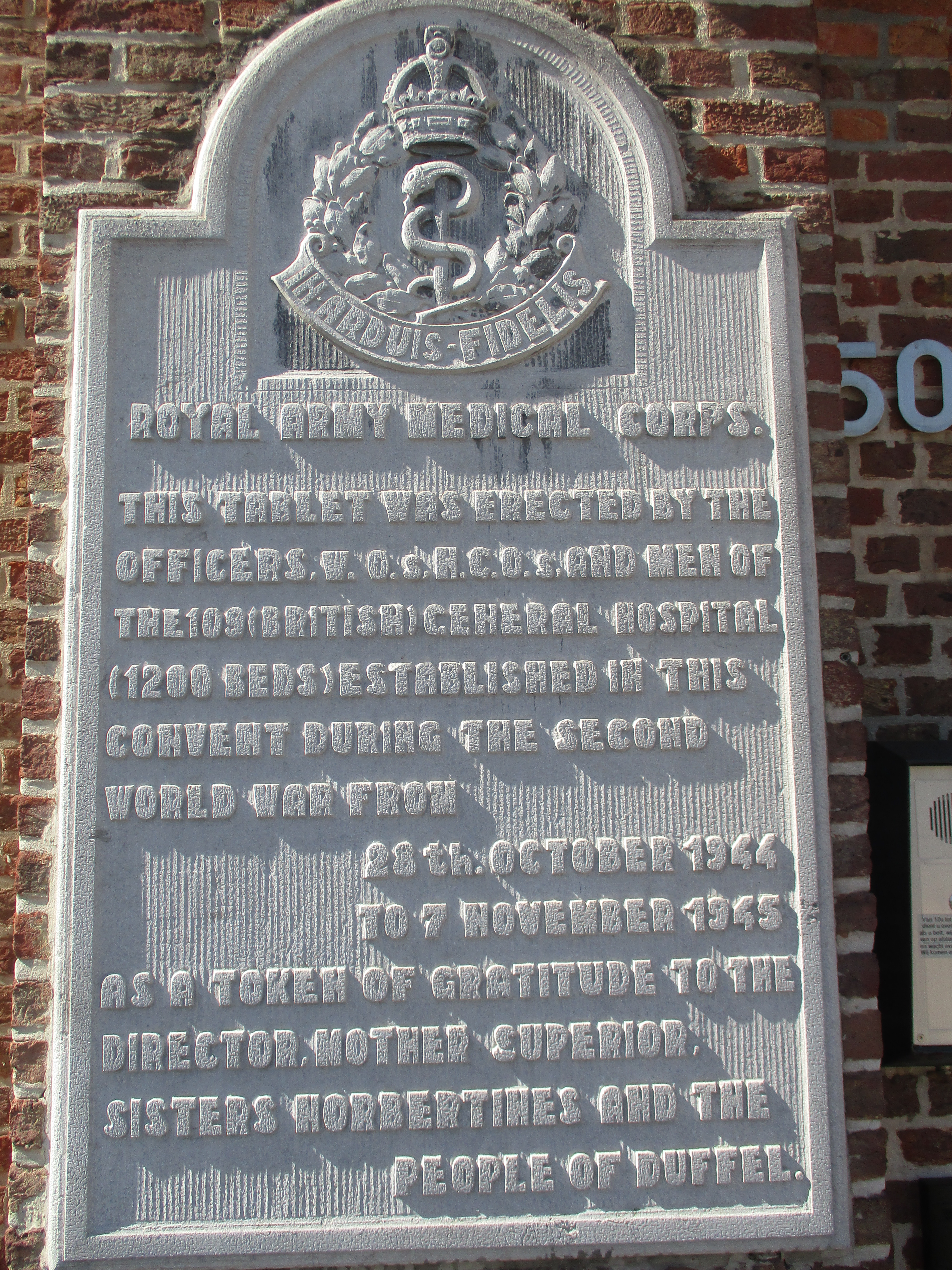
Herdenkingsplaat aan het Convent van Betlehem ter ere van het Brits militair hospitaal tijdens de tweede wereldoorlog

Tijdens de Tweede Wereldoorlog werd het ingericht als Brits militair ziekenhuis. het "109 British General Hospital" was hier gevestigd vanaf november 1944 tot november 1945. Heden ten dage is het nog altijd het hoofdhuis van het Convent van Betlehem.In de kapel zijn een aantal kostbare en unieke gewaden opgesteld.

## Fotogalerij

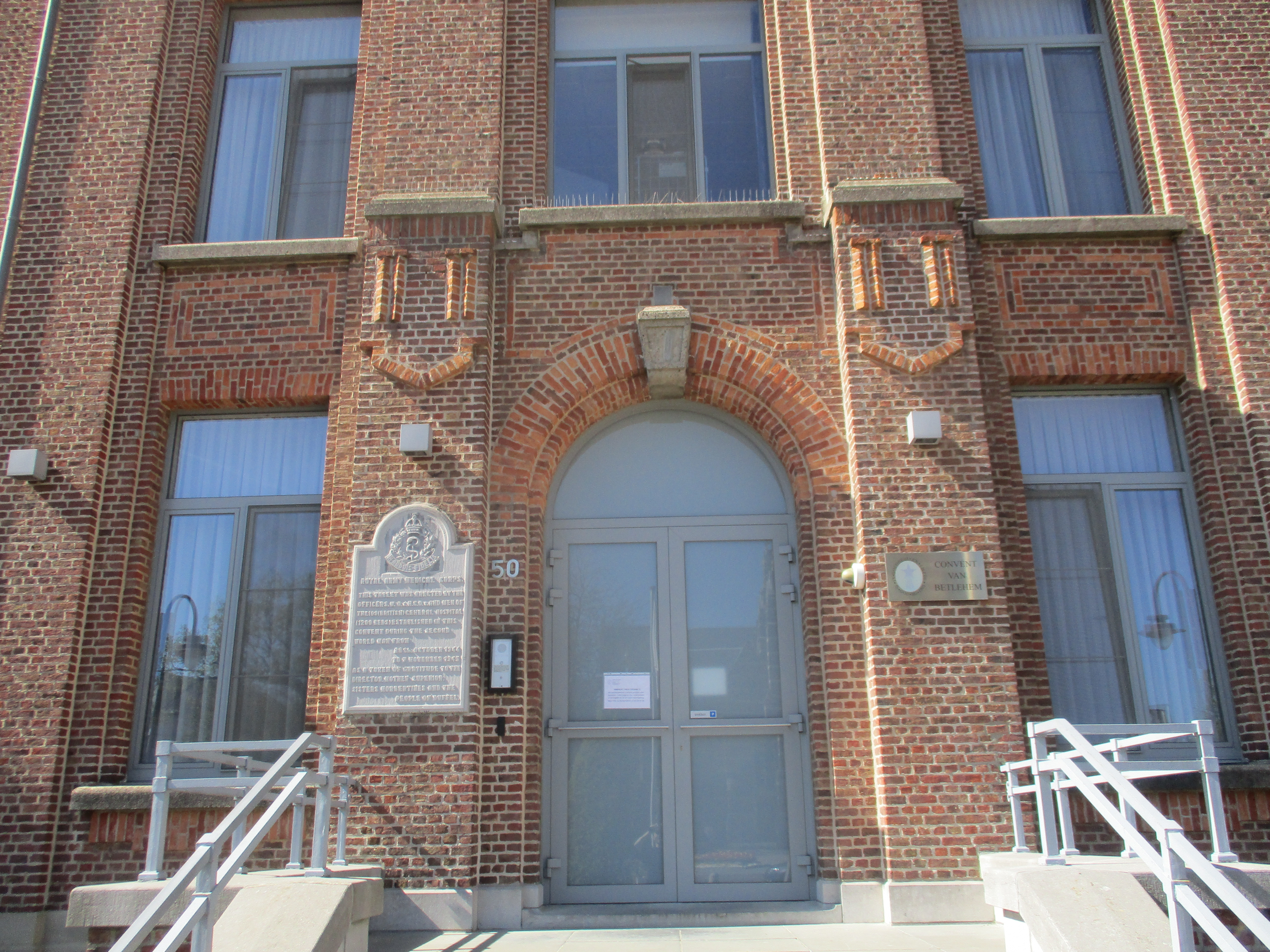
Convent van Betlehem Duffel
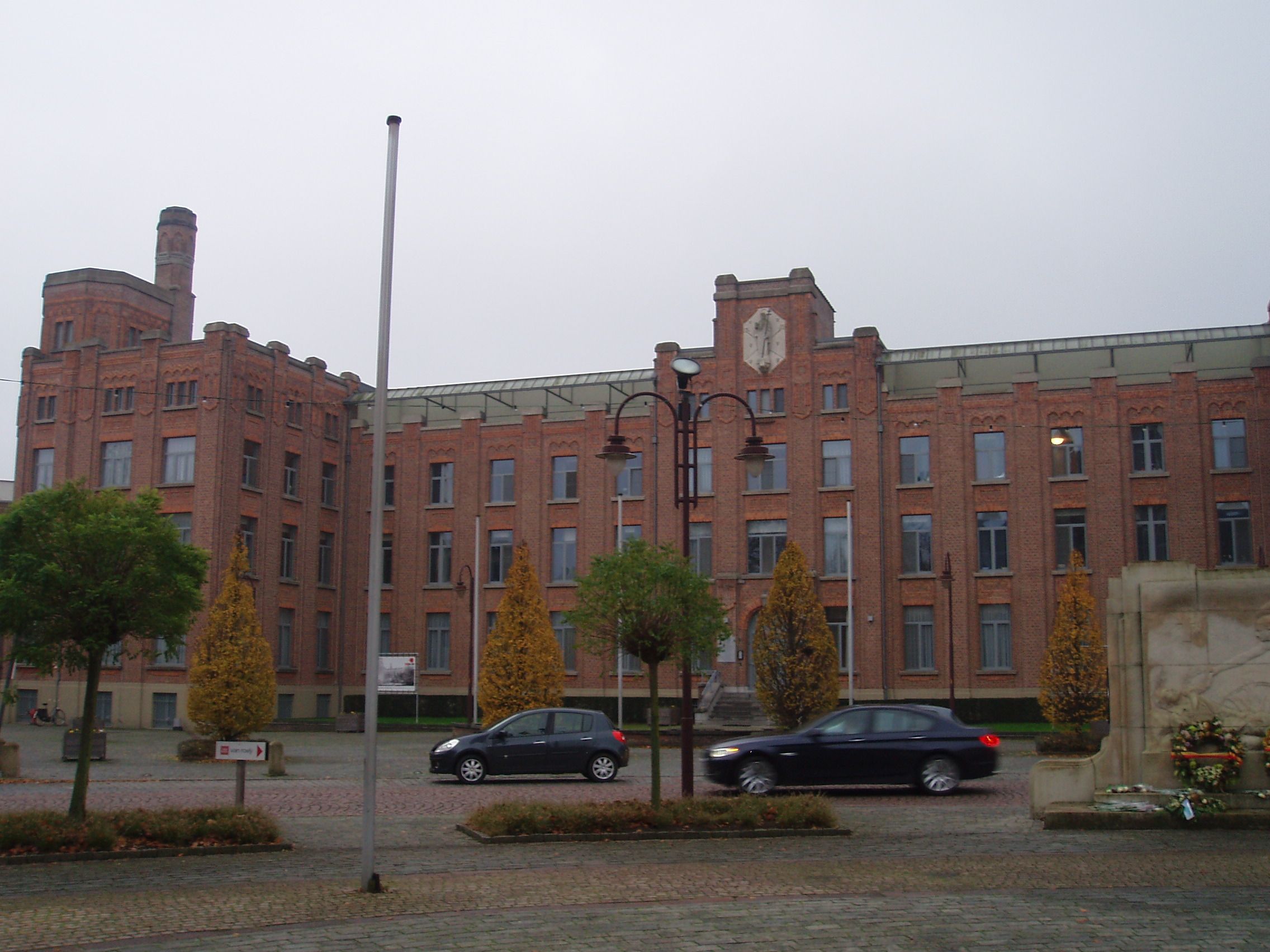
Convent van Betlehem
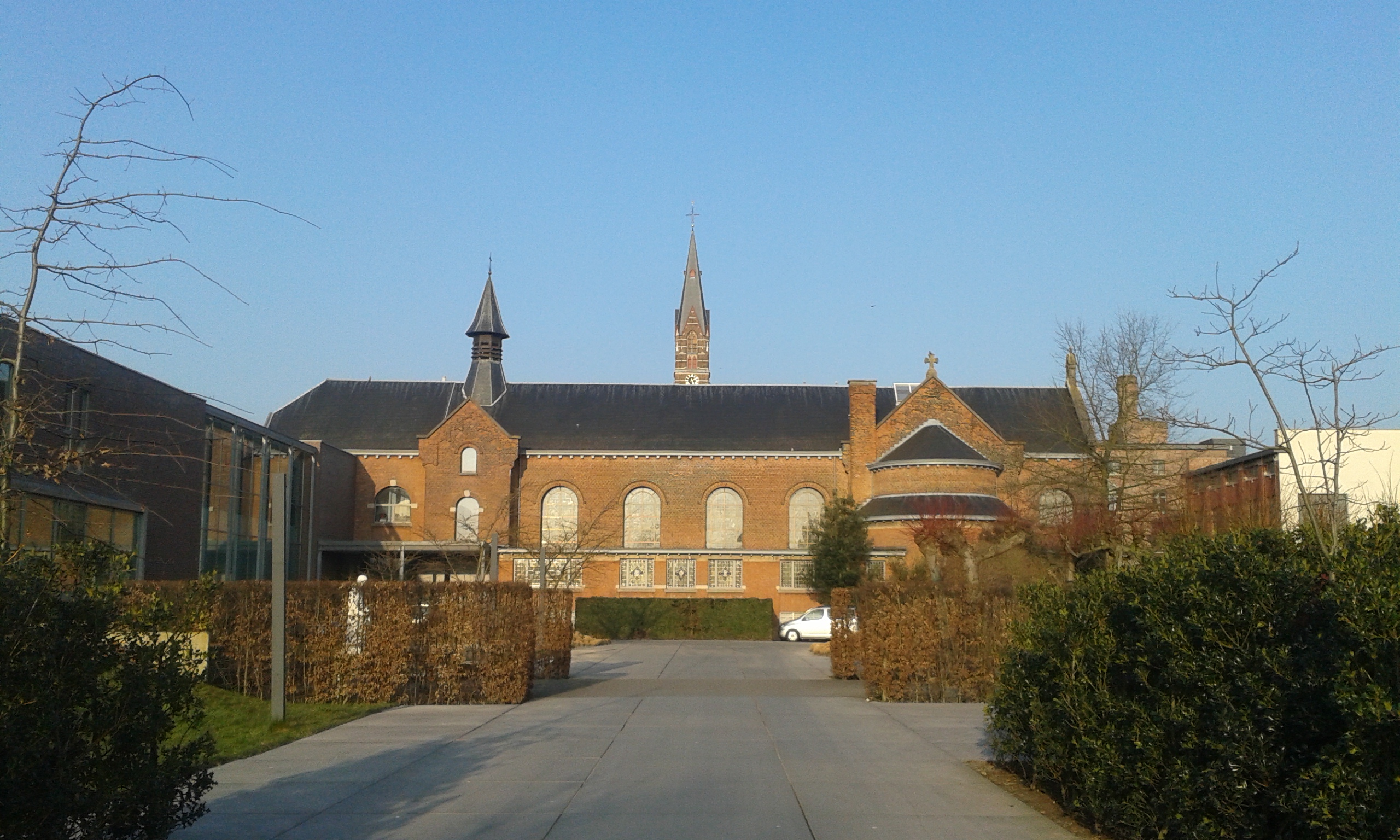
Kapel van het convent van Betlehem
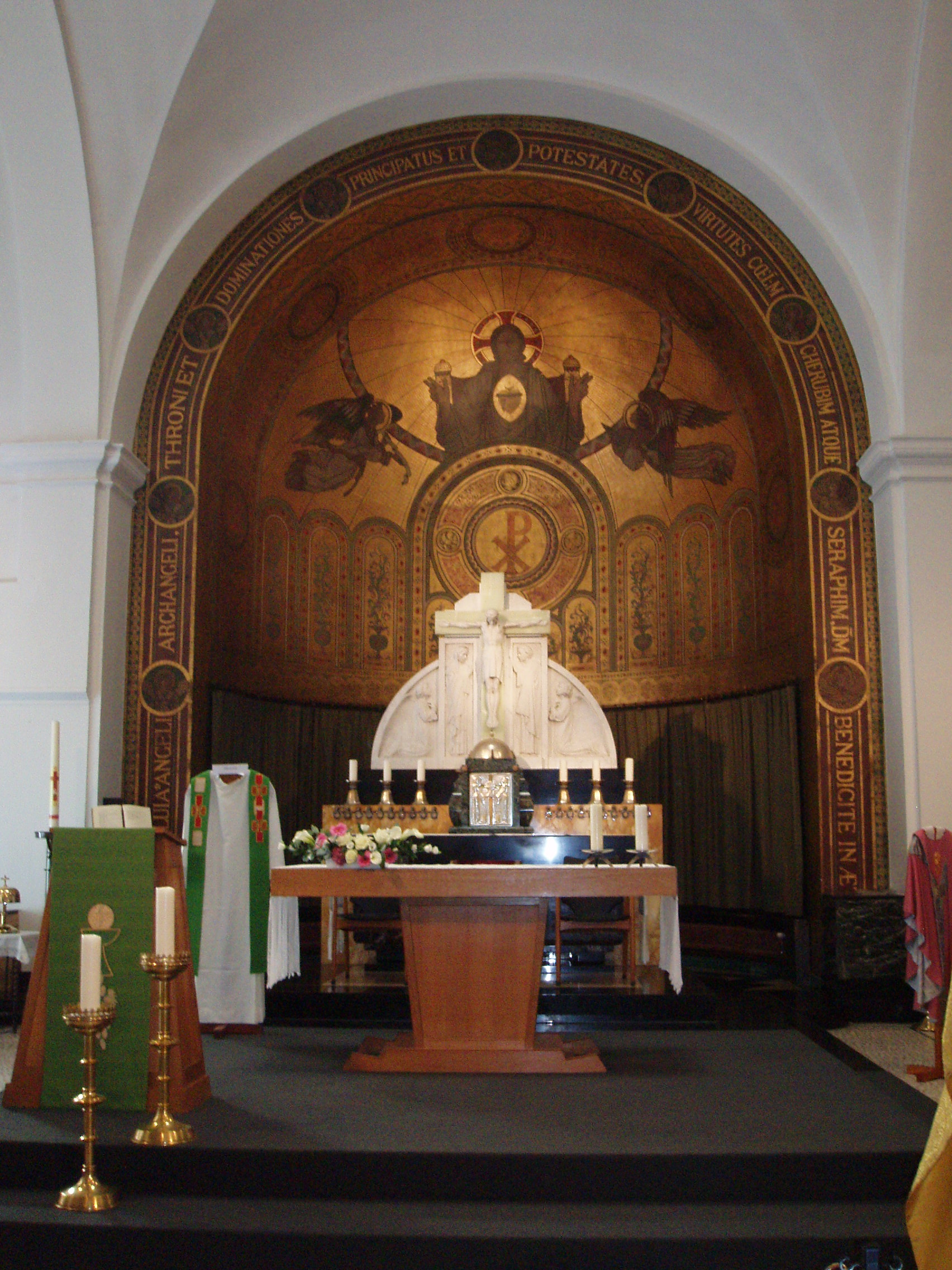
Interieur van de kapel van het convent van Betlehem

## Extra informatie
Officiële website Convent van Betlehem